# Outrun 2006: Coast 2 Coast
OutRun 2006: Coast 2 Coast är titeln på ett spel utvecklad av Sumo Digital avsett att köras på Xbox, Playstation 2 och Playstation Portable.